# Thore Wallén
Karl Thore Sigurd Wallén, född 20 april 1914 på Väddö, Upplands län, död 5 april 2010 i Borgholm, var en svensk målare, tecknare och skulptör.
Han var son till lantbrukaren Karl Gottfrid Wallén och Amanda Sofia Jonasson och från 1939 gift med Rut Dagmar Margareta. Wallén arbetade ursprungligen som sjöman och deltog på sina fripass i målarkurser vid ABF:s konstcirklar. Han studerade senare vid Berggrens målarskola i Stockholm 1939–1945 och vid Académie Julian i Paris 1950. Tillsammans med Arne Asplund ställde han ut i Kalmar 1951 och han var representerad vid Konst- och hantverksutställningen i Oskarshamn 1950. Han medverkade några gånger i Stockholmssalongerna på Liljevalchs konsthall och Smålandssalongerna i Jönköping.  Hans bildkonst består av figurstudier, porträtt och landskap utförda i olja, kol eller blyerts som skulptör arbetade han i trä, sten, betong och metallplåt. Makarna Wallén är begravda på Borgholms kyrkogård på Öland.